# Lionel Cherrier
Lionel Cherrier né le 17 novembre 1929 à Nakéty, près de Canala (Nouvelle-Calédonie) est un homme politique néo-calédonien.
Son grand-père paternel, Nicolas Cherrier, originaire des Ardennes, brigadier de gendarmerie arrivé en Nouvelle-Calédonie en 1893, se reconvertit dans la culture du café à Nakety après sa retraite. Son grand-père maternel, Adrien Féré, originaire de Normandie, s'est installé à la Négropo (Canala) comme colon Feillet en 1897. Les familles Cherrier et Féré ont une nombreuse descendance en Nouvelle-Calédonie.
Après des études secondaires au collège du Sacré-Cœur et au lycée Lapérouse, il part en 1949 comme boursier du Territoire faire des études à l'École supérieure de chimie et à la Faculté des sciences de Marseille et revient en 1956 avec un diplôme d'ingénieur chimiste et les brevets supérieurs d'agronomie générale et tropicale et d'organisation scientifique du travail.
Il effectue son service militaire dans les chasseurs alpins.
Il se marie en 1953 à Marseille avec Lucienne Deidier, biochimiste, qui s'impliquera dans plusieurs associations notamment la Croix-Rouge. Ils ont deux enfants et cinq petits enfants.

## Activités professionnelles
À son arrivée, il occupe le poste de directeur du laboratoire des Mines du 1er avril 1956 au 9 juin 1957 puis prend la direction technique de la SCTO (huilerie savonnerie) dont il devient directeur général le 7 décembre 1957 jusqu'à sa retraite en 1991. À ce moment, il aidera et préparera la mise en place de l'huilerie-savonnerie d'Ouvéa.

## Activités extra-professionnelles
Membre de la Société française des ingénieurs de la France d'Outre-Mer (SOFIOM) depuis 1956 et membre fondateur de la Jeune Chambre économique de Nouvelle-Calédonie, nommé sénateur mondial de la Jeune chambre internationale en 1975.

## Activités politiques
- 1968 : membre fondateur de l'Union démocratique
- 1972 : membre fondateur de l'Entente démocratique et sociale
- 1977 : membre fondateur du Rassemblement pour la Calédonie dont il démissionne du fait de sa transformation en RPCR l'année suivante
- 1978 : membre fondateur du Comité d'études et d'action pour une Nouvelle Société calédonienne
- 1979 : membre fondateur du Parti Républicain Calédonien et de la Fédération pour une nouvelle société calédonienne (FNSC) dont il est le délégué national.

Avec ses amis de la FNSC, il contribue à la constitution du Conseil de Gouvernement de l'indépendantiste Jean-Marie Tjibaou en juin 1982.

## Mandats électifs
Il est élu membre de l'Assemblée territoriale de Nouvelle-Calédonie du 24 novembre 1971 au 25 mars 1975.
En 1974, suppléant d'Henri Lafleur, décédé au début de son mandat, il prend ses fonctions de sénateur qu'il occupera jusqu'en 1983. Il siège dans le Groupe des Républicains indépendants. Il travaille au renforcement des pouvoirs de l'Assemblée territoriale et à une meilleure représentation des Mélanésiens en son sein. Il a aussi contribué et soutenu les grandes réformes entreprises sur le Territoire dont la réforme fiscale et la réforme foncière.
Il crée Les Échos du Sénat, diffusés régulièrement auprès de chacun des maires du Territoire.
Il occupe au sein du Sénat les activités suivantes :
- 1974 : membre de la commission du travail et des affaires sociales
- 1977 : membre de la commission des lois constitutionnelles
- 1980 : il est régulièrement désigné chaque année comme rapporteur pour avis du budget des TOM au nom de la Commission des lois institutionnelles
- 1982 : il est élu secrétaire de la Commission des lois et membre de la Commission d'accès aux documents administratifs siégeant au Conseil d'État.

En janvier 1983, le président du Sénat Alain Poher lui rend hommage « j'apprécie beaucoup votre travail efficace et les efforts courageux que vous faites pour défendre dans votre territoire vos thèses sages et équilibrées qui sont seules à pouvoir ramener la concorde et la paix dans les esprits ».
Réélu conseiller territorial le 1er juillet 1979, il démissionne de cette fonction dès le 13 juillet suivant pour se consacrer à son mandat parlementaire. Il participe à la réunion de Nainville-les-Roches entre opposants et partisans de l'indépendance en juillet 1983.